# McCune
McCune es una ciudad ubicada en el condado de Crawford en el estado estadounidense de Kansas. En el año 2010 tenía una población de 405 habitantes y una densidad poblacional de 506,25 personas por km².

## Geografía
McCune se encuentra ubicada en las coordenadas 37°21′14″N 95°1′10″O / 37.35389, -95.01944 (37.353911, -95.019334).

## Demografía
Según la Oficina del Censo en 2000 los ingresos medios por hogar en la localidad eran de $30,347 y los ingresos medios por familia eran $34,375. Los hombres tenían unos ingresos medios de $29,375 frente a los $20,625 para las mujeres. La renta per cápita para la localidad era de $12,563. Alrededor del 16.7% de la población estaban por debajo del umbral de pobreza.